# The Pharcyde
The Pharcyde são um grupo de hip hop alternativo fundado em South Central Los Angeles. Os quatro membros originais do grupo são Imani (Emandu Wilcox), Slimkid3 (Trevant Hardson), Bootie Brown (Romye Robinson) e Fatlip (Derrick Stewart). DJ Mark Luv foi o primeiro DJ do grupo, seguido pelo produtor J-Swift e então J Dilla. O grupo é mais conhecido pelos hits "Drop", "Passin' Me By" e "Runnin'", assim como seu primeiro álbum, Bizarre Ride II the Pharcyde.

## Discografia

### Álbuns
- Bizarre Ride II the Pharcyde
  - Lançado: 24 de Novembro de 1992
  - Certificação:   Ouro
  - Posição na Billboard 200: No. 75
  - Posição na parada R&B/Hip-Hop: No. 23
  - Singles: "Ya Mama"/"I'm That Type of Nigga"/"Soul Flower (Remix)", "Passin' Me By", "Otha Fish", "4 Better or 4 Worse"/"Pack the Pipe"/"Return of the B-Boy"

- Labcabincalifornia
  - Lançado: 14 de Novembro de 1995
  - Certificação: N/A
  - Posição na parada Billboard 200: No. 37
  - Posição na parada R&B/Hip-Hop: No. 17
  - Singles: "Runnin'", "Drop", "She Said"/"Somethin' That Means Somethin'"

- Plain Rap
  - Lançado: 7 de Novembro de 2000
  - Certificação: N/A
  - Posição na parada Billboard 200: No. 157
  - Posição na parada R&B/Hip-Hop: No. 67
  - Singles: "Trust"

- Humboldt Beginnings
  - Lançado: 13 de Julho de 2004
  - Certificação: N/A
  - Posição na parada Billboard 200: –
  - Posição na parada R&B/Hip-Hop: –
  - Singles: "Knew U"/"The Uh-Huh"

### Coletâneas e EPs
- Chapter One: Testing the Waters EP
  - Lançado: 14 de Março de 2000
  - Gravadora: Chapter One

- Cydeways: The Best of The Pharcyde
  - Lançado: 16 de Janeiro de 2001
  - Gravadora: Rhino

- Instrumentals
  - Lançado: 13 de Setembro de 2005
  - Gravadora: Delicious Vinyl

- Sold My Soul: The Remix & Rarity Collection
  - Lançado: 8 de Novembro de 2005
  - Gravadora: Funky Chemist

### Singles
| Ano  | Canção          | U.S. Hot 100 | U.S. R&B | U.S. Rap | U.S. Dance | Álbum                        |
| ---- | --------------- | ------------ | -------- | -------- | ---------- | ---------------------------- |
| 1993 | "Passin' Me By" | 52           | 28       | 1        | 6          | Bizarre Ride II the Pharcyde |
| 1993 | "Otha Fish"     |              |          |          | 35         | Bizarre Ride II the Pharcyde |
| 1995 | "Runnin"        | 55           | 35       | 5        |            | Labcabincalifornia           |
| 1996 | "Drop"          | 93           | 73       | 5        | 4          | Labcabincalifornia           |
| 1996 | "She Said"      |              |          | 30       | 46         | Labcabincalifornia           |
| 2000 | "Trust"         |              |          | 15       |            | Plain Rap                    |

## Ler mais
- Coleman, Brian (2007). Check the Technique: Liner Notes for Hip-Hop Junkies. Random House, ISBN 0-8129-7775-0.
- Edwards, Paul (2009). How to Rap: The Art & Science of the Hip-Hop MC. Chicago Review Press, ISBN 1-55652-816-7.